# União das Freguesias de Gesteira e Brunhós
União das Freguesias de Gesteira e Brunhós, kurz Gesteira e Brunhós, ist eine portugiesische Gemeinde (Freguesia) im Kreis (Concelho) von Soure. Sie umfasst eine Fläche von 15,63 km² und hat 1154 Einwohner (Stand nach Zahlen von 2011).
Die Gemeinde entstand im Zuge der kommunalen Neuordnung Portugals nach den Kommunalwahlen am 29. September 2013, als Zusammenschluss der bisherigen Gemeinden Gesteira und Brunhós. Sitz der neuen Gemeinde wurde Gesteira.